# Mátyás Seiber
Mátyás György Seiber (ˈmaːcaːʃ ˈʃaibɛr; Budapest, 4 maggio 1905 – 24 settembre 1960) è stato un compositore ungherese naturalizzato britannico. Ha lavorato nel Regno Unito dal 1935 in poi. Il suo lavoro ha collegato molte influenze musicali diverse, dalla tradizione ungherese di Bartók e Kodály, a Schönberg e alla musica seriale, al jazz, alla canzone popolare, al cinema e alla musica leggera.

## Biografia

### Primi anni
Seiber nacque a Budapest. Sua madre, Berta Patay, era una pianista e insegnante di fama, quindi il giovane Seiber acquisì una notevole abilità con quel primo strumento. All'età di dieci anni incominciò a imparare a suonare il violoncello. Dopo aver frequentato la scuola di grammatica, dove era considerato "eccezionale" in matematica e latino secondo gli almanacchi dell'Accademia musicale Franz Liszt, studiò violoncello e composizione dal 1918 al 1925 e composizione con Zoltán Kodály dal 1921 al 1925. Per la sua laurea scrisse il suo Quartetto d'archi n. 1 (in la minore).

### Carriera
Girò tutta l'Ungheria con Zoltán Kodály, collezionando canzoni popolari e sviluppando le ricerche di Kodály e Bartók. Sviluppò anche un interesse per il canto gregoriano medievale.
Nel 1925 Seiber accettò un posto di insegnante in una scuola di musica privata. Nel 1926 ottenne un incarico per suonare il violoncello nell'orchestra di una nave che viaggiava dal Nord e dal Sud America. Qui fece conoscenza con il jazz.
Nel 1928 divenne direttore del dipartimento di jazz presso il Conservatorio Hoch di Francoforte, che offriva i primi corsi accademici di jazz ovunque. Nel 1929 scrisse il suo libro di testo Schule für Jazz-Schlagzeug, come una sintesi pratica delle sue esigenze teoriche. Due dei suoi articoli di grande importanza furono pubblicati sulla rivista Melos: "Jazz als Erziehungsmittel" (1928) e "Jazz-Instrumente, Jazz-Klang und Neue Musik" (1930). Dopo che il dipartimento di jazz fu chiuso dai nazisti nel 1933, Seiber lasciò la Germania.
Ritornò in Ungheria ma non si stabilì lì; lavorò come referente musicale in Unione Sovietica per due anni, dopodiché il suo impiego terminò.
Seiber emigrò in Inghilterra nel 1935 e si stabilì a Londra dopo il suo matrimonio a Caterham. Diventò cittadino britannico lo stesso anno. Insegnava composizione e violoncello privatamente mentre lavorava come consulente per la filiale di Schott a Londra e componeva musica per film.
Michael Tippett lo invitò come professore di composizione al Morley College di Londra e dal 1942 incominciò a far parte dello staff; divenne insegnante di composizione, estetica musicale e teoria musicale. Tra i suoi studenti c'erano Peter Racine Fricker, Don Banks, Anthony Milner, Hugh Wood, Malcolm Lipkin, John Exton, Wally Stott (che in seguito divenne Angela Morley) e Barry Gray. Durante questo periodo creò e formò il suo coro, i Dorian Singers.
Le sue amicizie e collaborazioni di lavoro hanno abbracciato molti solisti, tra cui Tibor Varga, Norbert Brainin, i chitarristi Julian Bream e John Williams, il percussionista Jimmy Blades, il cantante folk Bert Lloyd e il tenore Peter Pears.
Fu membro fondatore della Society for Promotion of New Music, promuovendo attivamente nuova musica per tutta la vita. Era sposato con la ballerina Lilla Bauer, un'altra emigrata ungherese. Nel 1960 fu invitato a fare un giro di conferenze in Sudafrica, ma è morto lì nel Kruger National Park a seguito di un incidente d'auto. Kodály ha dedicato la sua opera corale intitolata Media vita in morte sumus alla memoria del suo ex studente.

## Musica
La musica di Seiber è di stile eclettico e mostra le influenze del jazz, Bartók e Schönberg.
La sua produzione comprende Ulysses (1947), una cantata su parole di James Joyce (registrò un altro lavoro relativo a Joyce, Tre frammenti di Un ritratto dell'artista da giovane, per la Decca poco prima della sua morte); un concerto per clarinetto; spartiti per film d'animazione, tra cui La fattoria degli animali (1954); un'ambientazione sul lavoro del "poeta e drammaturgo" scozzese William McGonagall, The Famous Tay Whale (scritto per il secondo dei festival musicali di Gerard Hoffnung); tre quartetti d'archi; e arrangiamenti corali di canzoni popolari ungheresi e jugoslave. Scrisse anche un'opera, Eva spielt mit Puppen (1934) e il balletto The Invitation. La sua composizione per violino, Fantasia concertante fu incisa da Andre Gertler.
Le sue due opere comiche, A Palágyi Pekek e Balaton, furono composte per il teatro ungherese di Londra, il "Londoni Pódium". A Palágyi Pékek, (libretto, György Mikes) (1943), fu la prima collaborazione di Mátyás Seiber e George Mikes. Balaton, (libretto, György Mikes) (1944), come riportato da George Mikes, fu mandato in onda durante la guerra dalla BBC e, dopo la fine della guerra, arrivò persino a Budapest.
Seiber usava uno pseudonimo per le sue opere jazz e la sua musica popolare: G.S. Mathis o George Mathis (un riordinamento del suo nome usando forme anglicizzate); sotto questo nome scrisse per John Dankworth.
Nel 1956 gli fu assegnato l'Ivor Novello Award per la Miglior canzone musicalmente e liricamente per By the Fountains of Rome, che fu un successo quell'anno nella classifica ufficiale dei singoli, arrivando alla Top Twenty (i testi erano di Norman Newell ed era cantato da David Hughes).

## Ortografia alternativa del suo nome
Ci sono articoli con riferimenti a Seiber come Seyber e Mátyás come Matthis.

## Composizioni scelte

### Orchestra
- Fantasia Concertante per violino e orchestra d'archi (1943; 17 min.; Ars Viva Verlag, Mainz ; BL)
- Concertino per clarinetto e orchestra d'archi (1951; 15 min.)
- Notturno per horn e orchestra d'archi (1944) (8,5 min.; Schott; BL)
- Besardo Suite No. 2 (1942; 14 min.; Schott; BL)
- Elegy per viola e piccola orchestra (1954; 8 min.)
- Tre Pezzi per violoncello e orchestra (1957; 20 min.; Schott; BL)
- Improvisations per Jazz Band e Orchestra (con John Dankworth) (1959; 14 min.; BL)

### Musica strumentale e da camera
- Orchestra d'archi n. 1 (1925; 18 min.; BL)
- Orchestra d'archi n. 2 (1935; 22 min.; BL)
- Orchestra d'archi n. 3, Quartettolirico (1951; (23 min.; Schott; BL)
- Divertimento per Clarinetto e quartetto d'archi (1925; Schott)
- Permutazioni a Cinque per quintetto di fiati (1958; 6,5 min.; Schott; BL)
- Violin Sonata (1960; 20 min; Schott; BL)
- Concert Piece per violino e piano (1954; 8 min.; Schott; BL)
- Serenade per six wind instruments (1925; Wilhelm Hansen, Copenhagen ; BL)
- 2 Jazzolettes per 2 sassofoni, tromba, trombone, piano, basso, e tamburi (1929 e 1932; Wilhelm Hansen, Copenhagen ; BL)
- Sonata da Camera (15 min.)
- Fantasia per Flauto, Corno e Quartetto d'archi (1956; Edizioni Suvini Zerboni, Milano)

### Opere vocali con orchestra
- Ulysses : cantata per tenore solista, coro e orchestra (1947; 45 min.; Schott; BL)
- Cantata Secularis: the Four Seasons (tratto da i Carmina Burana) (1949-1952; 20 min. Schott; BL)
- Three Fragments da the Portrait of the Artist as a Young Man ( 18 min.; Schott; BL)

### Musica corale a cappella
- Missa Brevis (1924, rimaneggiata nel 1950; 14 min.; Curwen; BL)

### Canzoni per voce solista/corale e accompagnamento
- To Poetry (1952; 18 min.; BL)
- The Great Tay Whale ( BL)
- The Greek Folk Songs (11 min.)
- The French Songs (7 min.)
- Medieval French Songs
- Petőfi Songs (4 Hungarian Folk Songs) (12 min.)
- The Yugoslav Folk Songs
- Three Hungarian Folk Songs
- Lear Nonsense Songs

### Palcoscenico/balletto
- Eva spielt mit Puppen (1934)
- The Invitation (1960; BL)

## Filmografia scelta
- Figurehead (1952, cortometraggio)
- The Fake (1953)
- Animal Farm (1954)
- The Diamond (1954)
- A Town Like Alice (1956)
- Robbery Under Arms (1957)
- Chase a Crooked Shadow (1958)